# Аквапорин 12B
Аквапорин 12B — белок группы аквапоринов, водный канал из семейства основных внутренних белков.

## Структура
Подобно другим аквапоринам аквапорин 12B является тетрамерным интегральным белком. Мономер состоит из 295 аминокислот. Ген белка находится в одном кластере с геном аквапорина 12A.